# Віпсанія Агрипина
Віпсанія Агрипина (лат. Vipsania Agrippina; 33 до н. е. — 20) — перша дружина майбутнього імператора Тиберія.

## Життєпис
Походила з роду вершників Віпсаніїв. Донька Марка Віпсанія Агріппи, консула 37 року до н. е., та Цецилії Аттіки. У 32 році, в однорічному віці була заручена з Тиберієм, пасинком Октавіана Августа. Шлюб був укладений у 18 році до н. е. та виявився щасливим. Наприкінці 15 року Віпсанія народила сина Друза.
Утім у 12 році з династичних міркувань Октавіан Август змусив Тиберія розлучитися з Віпсанією (яка була вагітна вдруге) та одружитися зі своєю донькою Юлією. Тиберій настільки важко переживав розлучення, що Октавіан заборонив йому бачитися з Віпсанією. Її друга дитина від Тиберія або народилася мертвою, або померла у дитинстві.

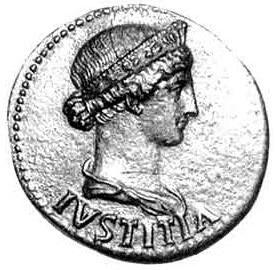
Віпсанія Агрипина

Вдруге Віпсанія вийшла заміж за Гая Азінія Галла, консула 8 року до н. е. і тим самим викликала на свого другого чоловіка ненависть Тиберія.

## Родина
1. Чоловік — Тиберій Цезар Август, імператор 14—37 років н. е.
Діти: Друз Юлій Цезар, консул 15 року н. е.
2. Чоловік — Гай Азіній Галл, консул 8 року до н. е.
Діти: 
- Гай Азіній Полліон, консул 23 року н. е.
- Марк Азіній Агріппа, консул 25 року н. е.
- Квінт Азіній Галл
- Гней Азіній Салонін
- Сервій Азіній Целер, консул-суффект 38 року н. е.